# Нападения акул
Нападения акул — события, когда акула по какой-либо причине атакует человека — происходят в мире регулярно, но не обязательно со смертельным исходом. Несмотря на относительную редкость нападений, страх перед ними велик благодаря многочисленным описаниям отдельных случаев (таких как нападение акул у побережья Нью-Джерси, когда 4 человека погибли и 1 получил увечья), а также благодаря литературным произведениям и фильмам ужасов вроде серии кинофильмов «Челюсти». Многие эксперты [кто?] полагают, что опасность, которую представляют акулы, сильно преувеличена, и даже создатель книги «Челюсти» покойный Питер Бенчли в последние годы перед смертью пытался развеять миф о гигантских акулах-людоедах. 

## Статистика
| Мировая статистика нападений акул с 2000 года |                            |                                  |
| Год                                           | Общее количество нападений | Нападений со смертельным исходом |
| 2000                                          | 95                         | 17                               |
| 2001                                          | 90                         | 5                                |
| 2002                                          | 86                         | 9                                |
| 2003                                          | 88                         | 6                                |
| 2004                                          | 88                         | 11                               |
| 2005                                          | 96                         | 8                                |
| 2006                                          | 97                         | 8                                |
| 2007                                          | 103                        | 4                                |
| 2008                                          | 108                        | 10                               |
| 2009                                          | 101                        | 8                                |
| 2010                                          | 94                         | 8                                |
| 2011                                          | 118                        | 15                               |
| 2012                                          | 115                        | 9                                |
| 2013                                          | 91                         | 13                               |

Музей естествознания в Университете Флориды указывает на то, что показатели смертности от нападений акул невелики по сравнению с показателями смертности по другим причинам, которые обычно считают менее опасными: например, в прибрежных штатах США ежегодно погибает от ударов молнией около 38 человек.
Подсчитано, что шанс человека подвергнуться нападению акулы (для тех, кто ходит на пляжи) составляет 1 к 11,5 млн, а шанс погибнуть от такого нападения — 1 к 264,1 млн. Среднегодовое количество утонувших в США составляет 3306 человек, а погибших от акул — 1. Для сравнения, люди убивают 100 млн акул каждый год.

## Цели изучения нападений акул
Одна из целей изучения нападений — расширить представления о мире акул и об их поведении. Понимание причин и обстоятельств, при которых акулы нападают на человека, сделает возможным уменьшение количества таких несчастных случаев. Чем больше происшествий с участием акул будет исследовано, тем лучше будет изучено их поведение и типичные действия. Реальную опасность для человека представляет небольшой процент их видов. Но до сих пор каждый год человек убивает до 100 млн акул. Уничтожается наиболее ценный океанский хищник, который играет жизненно важную роль в поддержании здорового состояния Мирового океана. Снижение количества белых акул, контролирующих численность тюленей и морских львов, рассматривается как одна из возможных причин сокращения популяции лосося вдоль побережья Калифорнии и Орегона. Раздутые описания редких случаев нападений акул, а также игра режиссёров и писателей на основных человеческих страхах, внушили широкой публике необоснованный ужас. Поэтому необходимы беспристрастные исследования, способные прояснить реальную ситуацию и оценить нападение акул трезво.

## Наиболее опасные виды
Вопреки распространенному мнению, лишь немногие виды акул опасны для человека. Из более чем 360 видов только 4 замечены в значительном количестве неспровоцированных нападений на людей со смертельным исходом: белая, тигровая, тупорылая и длиннокрылая акулы. Однако, несмотря на то, что эти морские хищники способны нападать на людей, в целом они не агрессивны и существуют многочисленные их фото- и видеосъёмки, сделанные незащищёнными дайверами в открытой воде. К примеру, французский фильм Жака Перрена Океаны содержит кадры, где человек свободно плавает рядом с акулами.
Самым опасным и агрессивным видом сегодня считается, не без помощи СМИ и кинофильмов, Carcharodon carcharias — белая акула. За миллионы лет развития этот вид приобрел ряд особенностей, сделавших из него эффективного морского охотника. Ампулы Лоренцини, расположенные на морде, способны улавливать электрические импульсы до 0,005 милливольт, а чрезвычайно острое обоняние позволяет обнаруживать в воде мельчайшие концентрации крови на расстоянии до 5 километров. Для выслеживания и поимки жертвы у акулы имеется прекрасная природная маскировка — снизу светлый, а сверху тёмный окрас, что позволяет до последнего момента оставаться невидимой с поверхности воды. Сила, скорость и несколько рядов острых зубов не оставляют добыче акулы — костистым рыбам и мелким морским млекопитающим, почти никаких шансов. По наблюдениям ученых, обычно белая акула стремительно нападает снизу, нанося сильнейший удар и мощный первый укус с последующей трепкой, а после этого отплывает в сторону, чтобы избежать возможных повреждений от защищающейся жертвы и дать ей ослабнуть, истекая кровью. Зачастую в первую же атаку белая акула наносит смертельные раны.
Случаи нападения Carcharhinus leucas — тупорылой акулы — случаются заметно чаще, чем по официальной статистике. Главная причина этого — то, что она распространена преимущественно у берегов стран третьего мира, востока и запада Африки, Индии и других мест, где нападения акул зачастую просто не регистрируются. Большие размеры, агрессивность, обитание вблизи густонаселённых людьми берегов, появление на пресноводье и мелких глубинах — всё это представляет для человека потенциальную опасность больше, чем от белой или тигровой акулы. Кроме того, тупорылую акулу не так легко идентифицировать, как белую или тигровую, поэтому многие их нападения могут оставаться нападением «акулы неизвестного вида». Впервые опасность этого вида для людей стала серьёзно рассматриваться после злополучной серии из 5 нападений в 1916 году у Нью-Джерси.
Galeocerdo cuvier — тигровая акула — занимает в статистике нападений на человека второе место. Её часто можно встретить в устьях рек, бухтах, отмелях цепочек островов очень близко к берегу. Учитывая такие места обитания этого вида и количество ежедневно находящихся в них дайверов, пловцов и сёрферов, возможность нападения (которых происходит примерно 3—4 в среднем за год) можно назвать очень маловероятной. Однако это не мешает отнести тигровую акулу к одному из опаснейших видов. Несмотря на свою обычную медлительность, тигровая акула является одним из сильнейших пловцов, и во время атаки резко набирает скорость, подойдя максимально близко к жертве, так что у последней практически не остается шансов уйти. Перед нападением на неизвестный объект акула сначала может покружить вокруг и потолкать его мордой для разведки. Однако этому виду больше свойственна агрессивная манера питания без особого разбора, и при нападении тигровая акула старается сразу сожрать свою добычу, поэтому нередко в их желудках находят самые разные несъедобные предметы. Из-за этого её иногда называют океанским мусоросборщиком.
В отличие от трёх видов, перечисленных выше, большинство случаев нападения длиннокрылой серой акулы (Carcharhinus longimanus) не зарегистрированы. По данным современной статистики длиннокрылая акула редко совершает неспровоцированные нападения. Но в то же время известен целый ряд атак этого вида, особенно во время Первой и Второй мировых войн. Океаническая длиннокрылая акула обитает по большей части в открытом море и редко появляется у берегов — там, где регистрируется большинство случаев нападения на людей. Во время Второй мировой войны множество кораблей, судов и самолётов терпели бедствие в открытом море, а длиннокрылая акула, вследствие тогдашнего её обилия, зачастую первой оказывалась на месте катастрофы. Печально известным примером нападений длиннокрылой акулы служат события, произошедшие после потопления 28 ноября 1942 года немецкой подводной лодкой U-177 пассажирского парохода «Nova Scotia» в районе Южной Африки. Из 1000 человек тогда выжили только 192, причем ощутимую долю смертей отнесли именно на счёт длиннокрылой акулы. Другой пример — торпедирование американского крейсера «Индианаполис» 30 июля 1945 года, после которого жертвами длиннокрылой акулы стали как минимум 60—80 человек. По словам некоторых из выживших, на месте трагедии также были замечены и тигровые акулы.
Известны случаи неспровоцированного нападения и других видов акул, но они еще более редко заканчивались смертью человека. Это: акула-мако, рыба-молот, галапагосская, темнопёрая серая, лимонная, шёлковая и голубая акулы. Эти акулы — крупные и сильные хищники, причиной нападения которых может оказаться просто нахождение в неподходящем месте в неподходящее время. Однако они считаются менее опасными для пловцов и дайверов. Есть и ещё несколько видов, которые также ежегодно нападают на людей, нанося раны, потенциально опасные для жизни. Но такие случаи происходят либо из-за намеренной провокации, либо по причине ошибочной идентификации акулой из-за состояния воды и т. п.

## Классификация
Учёные выделили следующие виды нападения акул:
1. Спровоцированное нападение — когда человек первый входит в контакт с акулой. Жертвами обычно становятся любопытные дайверы, не выполняющие элементарных мер предосторожности[14].
2. Неспровоцированное нападение:

- Резкий однократный укус. Как правило, происходит в районе пляжей, где акула охотится на рыбу. При мутной воде, ряби на поверхности моря или сильном течении акула ошибочно может принять движущегося человека за свою обычную пищу — рыбу или тюленя. Акула хватает, сразу же отпускает челюсти и немедленно уплывает. Остаются поврежденными ступни или ноги, но обычно эти укусы не очень значительны и крайне редко приводят к смертельному исходу. В этом случае жертвами зачастую становятся сёрферы: их руки или ноги свешиваются с доски в воду.
- Внезапное нападение обычно происходит в глубоководных районах. Акула в этих случаях видит перед собой добычу, незаметно подкрадывается и возникает перед пловцом из ниоткуда. Итогом могут стать серьёзные увечья или смерть, особенно если акула продолжает атаковать.
- Удар-укус. При таком нападении акула кружит возле жертвы, фактически нанося ей удар головой или телом перед каждым укусом. Как и при внезапном нападении, акула может атаковать повторно. Последствиями такого нападения могут также оказаться серьёзные увечья или смерть.

## Причины и тактика атак

### Причины нападений
Как и большинство прирождённых охотников, акулы испытывают чувство любопытства, когда встречают на своей территории что-то необычное. Лишённые конечностей с чувствительными пальцами, они применяют единственный доступный способ изучить объект — укусить. Эти укусы известны как исследовательские. Как правило, при таком нападении акула уплывает после первого же укуса. Например, нападения на сёрферов принято считать исследовательскими укусами, так как акула вполне может ошибиться — силуэт доски для серфинга со свисающими с неё руками и ногами очень напоминает снизу её привычную добычу — тюленя, морского льва или черепаху. И всё же такие «исследования» могут закончиться для человека тяжелыми последствиями, особенно если это такой мощный хищник, как белая или тигровая акула.
Несмотря на некоторые редкие исключения, считается, что акулы нападают на людей не с целью употребления их в пищу. Люди не являются тем источником высокожирного мяса, который необходим акулам, чтобы удовлетворить их потребности в огромном количестве энергии для управления большим и мощным телом. Скорее они предпочтут жирных тюленей и морских львов вместо сравнительно костлявого человека. Но из-за своего слабого зрения (некоторые виды) и мутной воды акула видит в силуэтах людей, плавающих на поверхности моря (особенно на доске для серфинга), как раз этих животных. Такая добыча если и не сразу, то после непродолжительного таскания под водой выплевывается обратно.

### Тактика атак
Обычно акулы совершают одну стремительную атаку, а потом дожидаются, позволяя жертве умереть или измотать себя, прежде чем приступить к трапезе. Это предохраняет акулу от повреждений со стороны раненой и активной жертвы, но в то же время даёт людям время выбраться из воды и остаться в живых.
Органы электрического чувства акулы, которые называются ампулы Лоренцини, способны обнаруживать электроимпульсы, вырабатываемые мышцами при сокращении. По одной из версий, электрические рецепторы акулы обнаруживают электроимпульсы движения раненой рыбы при чьей-то рыбалке или подводной охоте, и это может стать поводом для ошибочного нападения на человека. Кроме того, электроимпульсы купающегося человека тоже могут быть восприняты акулой как движения раненого животного, то есть легкой добычи.
Любой вид крупных акул представляет большую или меньшую потенциальную опасность. Как сказал Жак-Ив Кусто, «через бездну столетий кровожадная, неистребимая акула дошла до наших дней, не нуждаясь в эволюции, дошёл древнейший убийца, изначально вооружённый для борьбы за существование». Наибольшую опасность акулы представляют для пловцов ближе к поверхности, а действенных способов отпугивать акул всё ещё нет. Акула чувствует страх жертвы, а также становится более опасной при провокации её на оборонительные действия. Но их атака обычно не начинается немедленно — сначала акула изучает человека, плавая вокруг, а потом может исчезнуть и уже внезапно появиться.

## Предупреждение нападений
Поведение акул обычно невозможно предсказать. Они могут подолгу безучастно плавать рядом, а потом неожиданно напасть на пловца. Это нападение может оказаться как простым исследовательским укусом, так и явной атакой. Не существует способа полностью исключить возможность нападения акулы во время нахождения человека в воде, но можно принять некоторые меры предосторожности для уменьшения риска:
- Избегать воды на рассвете, сумерках или в ночное время — то есть в то время, когда акулы, как правило, питаются.
- Избегать тех мест, где обычно находятся акулы: тёмная вода и крутой угол дна.
- Избегать кровотечения.
- Выполнять указания спасателей.
- И самое главное — руководствоваться здравым смыслом. Необходимо помнить, что все акулы (даже те, что считаются «безопасными») — это дикие животные, и никто точно не может сказать, как эти существа будут себя вести. Поэтому всегда необходимо проявлять повышенную осторожность в отношении их поведения.

## Защита при нападении
Уязвимым местом акул считаются нос и глаза. Существует мнение, что если акула укусила и не отпускает человека, то ей надо бить по носу и по глазам, чтобы она отстала. Этот прием ярко показан в концовке фильма «Челюсти».

## Защита дельфинов в морях
Существует немало задокументированных случаев, когда дельфины спасали человека от нападения акул, таких как нападение на сёрфера в Северной Калифорнии в августе 2007 года. Подобное также задокументировано у побережья Новой Зеландии в 2004 году. Как правило, дельфины образуют кольцо вокруг раненого человека. Однако, несмотря на многолетние исследования, убедительных объяснений такому поведению нет.